# 晋静公
晋静公（？—？），又稱晉靖公、姬姓，名俱酒，是中國戰國時代晉國的末代君主，晋孝公之子。孝公死後，静公即位，被三晉流放，奪取殘餘的食邑端氏，後被韓國大臣韓玘所殺。

## 考據
《史記》記載，静公即位該年是齊威王元年（前356年）。趙肅侯元年（前349年）被廢為平民。
《資治通鑑》記載「晉孝公薨，子靖公俱酒立」是周安王二十四年（前378年）的事，而「魏、韓、趙共廢晉靖公為家人而分其地」是周安王二十六年（前376年）的事。